# تيد جاكوبسون
تيد جاكوبسون (بالإنجليزية: Ted Jacobson)‏ هو فيزيائي نظري وفيزيائي أمريكي، ولد في 27 نوفمبر 1954.

## وصلات خارجية
- الموقع الرسمي